# 王湛 (1946年)
王湛（1946年1月—），男，江苏南通人，中华人民共和国政治人物，曾任中华人民共和国教育部副部长、党组成员，江苏省人民政府副省长、江苏省人大常委会副主任。